# Треугольное (озеро, Таймырский Долгано-Ненецкий район, бассейн Хантайки)
Треугольное — озеро в России, находится на территории Таймырского Долгано-Ненецкого района Красноярского края. Площадь водного зеркала — 1,46 км². Площадь водосборного бассейна — 5,43 км².
Находится в междуречье рек Кулюмбэ и Правая Танда на 24 км течения Правой Танды, считая от её устья, в 500 м от правого берега реки. Лежит на высоте 104 м над уровнем моря. Окружено заболоченной тундрой, с северо-западного берега примыкает лесной массив.

## Данные водного реестра
По данным государственного водного реестра России, Треугольное относится к Енисейскому бассейновому округу, водохозяйственный участок реки — Хантайка от истока до Усть-Хантайского гидроузла, речной подбассейн реки — Енисей ниже впадения Нижней Тунгуски. Речной бассейн реки — Енисей.
Код объекта в государственном водном реестре — 17010800311116100005976.